# Elpidia glacialis
Elpidia glacialis là một loài hải sâm trong họ Elpidiidae. Nó được tìm thấy ở độ sâu thẳm ở Bắc Băng Dương, Biển Barents, biển Kara và phía bắc Đại Tây Dương. Loài này được mô tả lần đầu tiên vào năm 1876 bởi nhà động vật học người Thụy Điển Johan Hjalmar Théel sau khi ông đã thu thập các mẫu vật trong khi đi cùng các nhà thám hiểm Adolf Erik Nordenskiold trên một chuyến thám hiểm cố gắng để tìm kiếm hành lang Đông Bắc.

## Sinh thái
Trong một nghiên cứu ở biển Greenland, E. glacialis hiện diện trên sườn dưới của thềm lục địa ở độ sâu khoảng 2.700 m (8.900 ft). Sinh vật khác chiếm môi trường sống cùng loài này bao gồm huệ biển Bathycrinus sp., nhện biêtn Ascorhynchus abyssi, brachiopod Waldheimia và zoanthid Epizoanthus sp. Các loài huệ biển và hải sâm là loài chiếm ưu thế hiện nay, có lẽ bởi vì động vật da gai có thể áp dụng chiến lược tìm kiếm thức ăn khác nhau để phù hợp với sự sẵn có của các nguồn cung cấp thức ăn.